# Troféu EFE

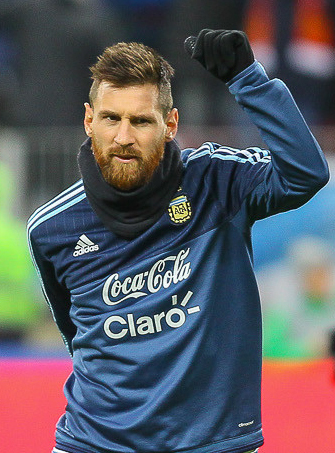
Lionel Messi É o maior vencedor da história do prêmio, com 5 vitórias no total.

O Troféu EFE é um prêmio anual de futebol dado pela agência de notícias EFE desde a temporada de 1990-91 para jogadores latino-americanos, que tenham obtido a maior quantidade de pontos, de acordo com a opinião dos editores da agência.
O troféu foi concedido 16 vezes, além de uma distinção especial na temporada 1999-00, quando Fernando Redondo foi nomeado o melhor jogador latino-americano da década de 1990.
Lionel Messi ganhou o prêmio cinco vezes, mais do que qualquer outro jogador na história do Troféu EFE.

## Vencedores
| Temporada | Jogador             | Clube               |
| --------- | ------------------- | ------------------- |
| 1990–91   | Rommel Fernández    | Tenerife            |
| 1991–92   | José Zalazar        | Albacete            |
| 1992–93   | Iván Zamorano       | Real Madrid         |
| 1993–94   | Romário             | Barcelona           |
| 1994–95   | Iván Zamorano       | Real Madrid         |
| 1995–96   | Diego Simeone       | Atlético Madrid     |
| 1996–97   | Ronaldo             | Barcelona           |
| 1997–98   | Roberto Carlos      | Real Madrid         |
| 1998–99   | Rivaldo             | Barcelona           |
| 1999–00   | Martín Herrera      | Deportivo Alavés    |
| 2000–01   | Roberto Acuña       | Real Zaragoza       |
| 2001–02   | Javier Saviola      | Barcelona           |
| 2002–03   | Ronaldo             | Real Madrid         |
| 2003–04   | Ronaldinho Gaucho   | Barcelona           |
| 2004–05   | Diego Forlán        | Villarreal          |
| 2005–06   | Pablo Aimar         | Valencia            |
| 2006–07   | Lionel Messi        | Barcelona           |
| 2007–08   | Sergio Agüero       | Atlético Madrid     |
| 2008–09   | Lionel Messi        | Barcelona           |
| 2009–10   | Lionel Messi        | Barcelona           |
| 2010–11   | Lionel Messi        | Barcelona           |
| 2011–12   | Lionel Messi        | Barcelona           |
| 2012–13   | Cristiano Ronaldo   | Real Madrid         |
| 2013–14   | Diego Costa         | Atlético de Madrid  |
| 2014–15   | Luis Suárez         | Barcelona           |
| 2015–16   | Keylor Navas        | Real Madrid         |
| 2016–17   | Real Madrid         |                     |
| 2017–18   | Edison Cavani       | Paris Saint-Germain |
| 2018–19   | Não houve premiação |                     |
| 2019–20   | Casemiro            | Real Madrid         |
| 2020–21   | Luis Suárez         | Atlético de Madrid  |
| 2021–22   | Vinícius Júnior     | Real Madrid         |
| 2022–23   | Vinícius Júnior     | Real Madrid         |
| 2023–24   | Vinícius Júnior     | Real Madrid         |